# Galaxea fascicularis
Galaxea fascicularis är en korallart som först beskrevs av Carl von Linné 1767.  Galaxea fascicularis ingår i släktet Galaxea och familjen Oculinidae. IUCN kategoriserar arten globalt som nära hotad. Inga underarter finns listade i Catalogue of Life.

## Bildgalleri

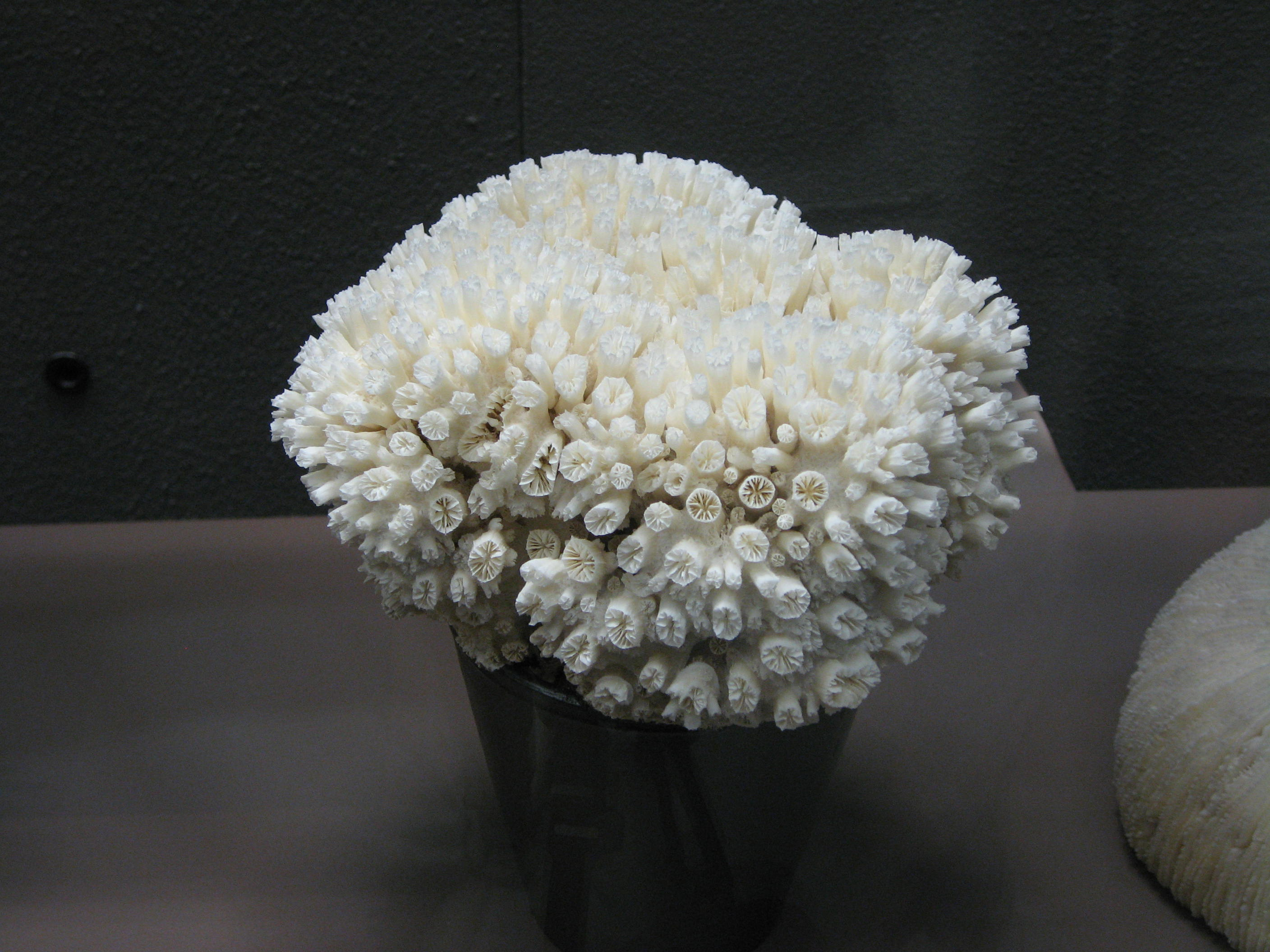